# Therippia affinis
Therippia affinis är en skalbaggsart som beskrevs av Stefan von Breuning 1938. Therippia affinis ingår i släktet Therippia och familjen långhorningar.
Artens utbredningsområde är Sri Lanka. Inga underarter finns listade i Catalogue of Life.